# Thebaide (Grenada)
Thebaide ist eine Siedlung bei Saint David’s im Südosten des Inselstaates Grenada in der Karibik.

## Geographie
Die Siedlung liegt im Parish Saint David, nur wenig nördlich des Hauptortes Saint David. Von dort führt eine Straße nach Osten nach Bellevue.
Weitere Straßen führen ins Landesinnere nach Providence und Après Tout.